# Перемога (Глухівська міська громада)
Перемо́га (історична назва, до 1945 року — Холопкове) — село в Україні, у Глухівській міській громаді Шосткинського району Сумської області. Населення становить 1128 осіб. До 2020 року орган місцевого самоврядування — Перемозька сільська рада.

## Географія
Село Перемога розташовано за 125 км від обласного центру, 57 км від районного центру та 15 км від адміністративного центру міської громади, на лівому березі річки Есмань. Вище за течією на відстані 3,5 км розташоване сусіднє село Калюжне, нижче за течією на відстані 1 км село Баничі, на протилежному березі великі озера-загати. Поруч пролягає автошлях територіального значення Т 1908 та залізниця, станція Баничі (за 1,5 км).

## Історія
У 1499 році зазначено перше згадування про село Холопкове. 
Поблизу села виявлені три поселення ранньої залізної доби, бронзової доби та раннього середньовіччя.
У 1648 та у часи Гетьманщини (1654—1782) село Холопкове належало до Глухівської сотні, яка у 1654—1663 та 1665—1782 знаходилася у складі Ніжинського полку, у 1663—1665 — Глухівського полку.
У 1764—1781 Ніжинський полк знаходився у складі 1-ї Малоросійської губернії.
У 1782–1923 село належало до Холопковської волості Глухівського повіту, 
1781–1796 Новгород-Сіверського намісництва, 
1796—1802 2-ї Малоросійської губернії,
1802—1925 Чернігівської губернії.
17 листопада 2018 року в селі відкрито новозбудований храм УПЦ КП святого Архістратига Михаїла.
12 червня 2020 року, відповідно до розпорядження Кабінету Міністрів України № 723-р «Про визначення адміністративних центрів та затвердження територій територіальних громад Сумської області», село увійшло до складу Глухівської міської громади.
19 липня 2020 року, в результаті адміністративно-територіальної реформи та ліквідації Глухівського району, село увійшло до складу новоутвореного Шосткинського району.

## Населення

### Мова
Розподіл населення за рідною мовою за даними :
| Мова            | Кількість | Відсоток |
| --------------- | --------- | -------- |
| українська      | 1100      | 97.51%   |
| російська       | 23        | 2.04%    |
| вірменська      | 2         | 0.18%    |
| білоруська      | 1         | 0.09%    |
| болгарська      | 1         | 0.09%    |
| інші/не вказали | 1         | 0.09%    |
| Усього          | 1128      | 100%     |

## Пам'ятка

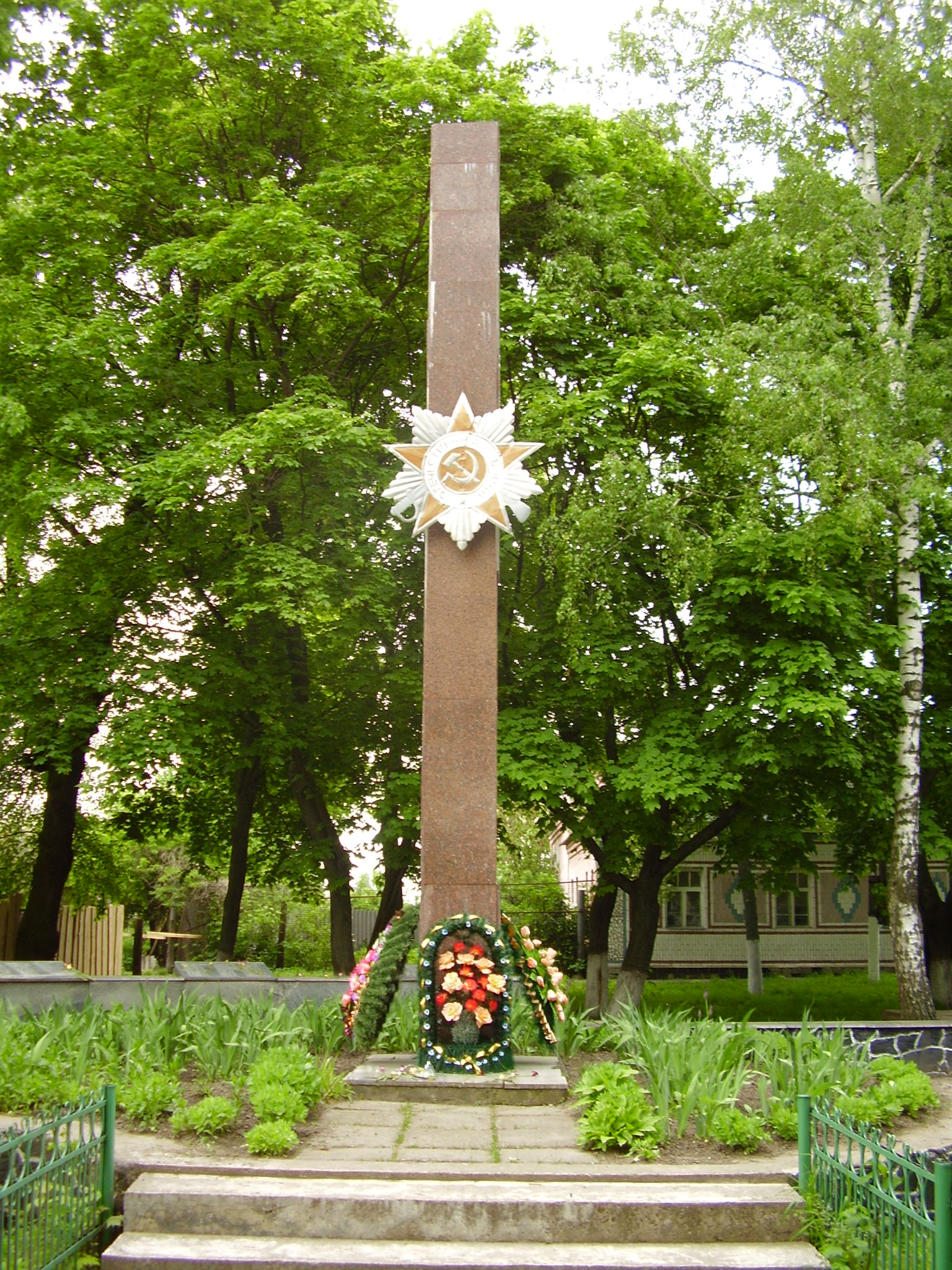
Монумент на честь односельців, які загинули у Другій світовій війні (2005)

- Монумент на честь односельців, які загинули під час Другої світової війни.

## Особистості
Уродженці села:
- Гавриленко Григорій Іванович (1927—1984) — український художник.
- Гурець Олександр Васильович (нар. 1957) — оперний співак, Народний артист України.
- Додаков Іван Якимович (1916—1994) — радянський державний діяч.
- Ковбаса Олег Вікторович (1976—2015) — майор Збройних сил України, учасник російсько-української війни.
- Цигикал Олексій Миколайович (1976—2015) — підполковник Збройних сил України, учасник російсько-української війни.

Жителі села:
- Бідненко Степан Петрович (1913—1980) — Герой Радянського Союзу (1945), директор школи в селі Перемога у 1948—1970 рр.
- Талан Світлана Олегівна (нар. 1960) — українська письменниця, у 1975 році закінчила восьмирічну школу в селі Перемога.